# 對葉榕羽爪節蜱
對葉榕羽爪節蜱（学名：Diptilomiopus cumingis）为双羽爪節蜱科羽爪節蜱屬下的一个种。